# Folksingers 'Round Harvard Square
| Recensione | Giudizio |
| ---------- | -------- |
| AllMusic   | [ 1 ]    |

Folksingers 'Round Harvard Square è il primo (anche se non tutte le discografie della folksinger sono concordi) album a nome di Joan Baez, Bill Wood e Ted Alevizos, pubblicato dalla Veritas Records nel 1959. Il disco fu registrato da Stephen Fassett nel maggio del 1959 a Boston, Massachusetts (Stati Uniti).
Nel 1963 la Squire Records (SQ33001), pubblicò una raccolta dal titolo The Best of Joan Baez che conteneva quattordici (dei diciotto) brani presenti in quest'album.

## Tracce
Lato A
1. On the Banks of the Ohio (Brano tradizionale) – Joan Baez
2. O What a Beautiful City (Brano tradizionale spiritual) – Joan Baez
3. Sail Away Ladies (Brano tradizionale) – Joan Baez
4. Black Is the Color (Brano tradizionale) – Joan Baez
5. Lowlands (Brano tradizionale) – Joan Baez
6. What You Gonna Call Your Pretty Little Baby (Brano tradizionale spiritual) – Joan Baez
7. Kitty (Brano tradizionale del Sud Africa) – Joan Baez e Bill Wood
8. So Soon in the Morning (Brano tradizionale spiritual) – Joan Baez e Bill Wood
9. Careless Love (Brano tradizionale) – Joan Baez e Bill Wood

Lato B
1. Le cheval dans la baignoire (The French Horse in the Bathtub) (Stephan Goldman) – Bill Wood
2. John Henry (Brano tradizionale) – Bill Wood
3. Travelin' Shoes (Brano tradizionale) – Bill Wood
4. The Bold Soldier (Brano tradizionale) – Bill Wood
5. Walie Walie (Brano tradizionale degli Appalachiani) – Ted Alevizos
6. Rejected Lover (Brano tradizionale) – Ted Alevizos
7. Astrapsen (The Sun Is Risen) (Brano tradizionale greco) – Ted Alevizos
8. Lass from the Low Country (Brano tradizionale del North Carolina) – Ted Alevizos
9. Don't Weep After Me (Brano tradizionale del West Indian) – Joan Baez, Bill Wood e Ted Alevizos

## Musicisti
- Joan Baez - chitarra, voce (brani: A1, A2, A3, A4, A5, A6, A7, A8, A9 e B9)
- Bill Wood - chitarra, voce (brani: A7, A8, A9, B1, B2, B3, B4 e B9)
- Ted Alevizos - chitarra, voce (brani: B5, B6, B7, B8 e B9)

Note aggiuntive
- Lemuel Marshall Wells - produttore
- Registrato nel maggio del 1959 a Boston, Massachusetts
- Stephen Fassett - ingegnere delle registrazioni
- Manuel Greenhill - note di retrocopertina
- Rick Stafford - fotografie
- Peter Robinson - design copertina album[2]